# PyCharm
PyCharm és un entorn integrat de desenvolupament (IDE) utilitzat en programació d'ordinadors, específicament per al llenguatge de programació Python. Està desenvolupat per l'empresa txeca JetBrains (abans coneguda com a IntelliJ). Proporciona anàlisi de codi, un depurador gràfic, un provador d'unitats integrat, integració amb sistemes de control de versions (VCS) i admet el desenvolupament web amb Django, així com la ciència de dades amb Anaconda.
PyCharm és multiplataforma, amb versions de Windows, macOS i Linux. L'edició de la comunitat es publica sota la llicència Apache i també hi ha una edició professional amb funcions addicionals, publicada sota una llicència de propietat finançada per subscripció i també una versió educativa.